# Felix Gutzwiller

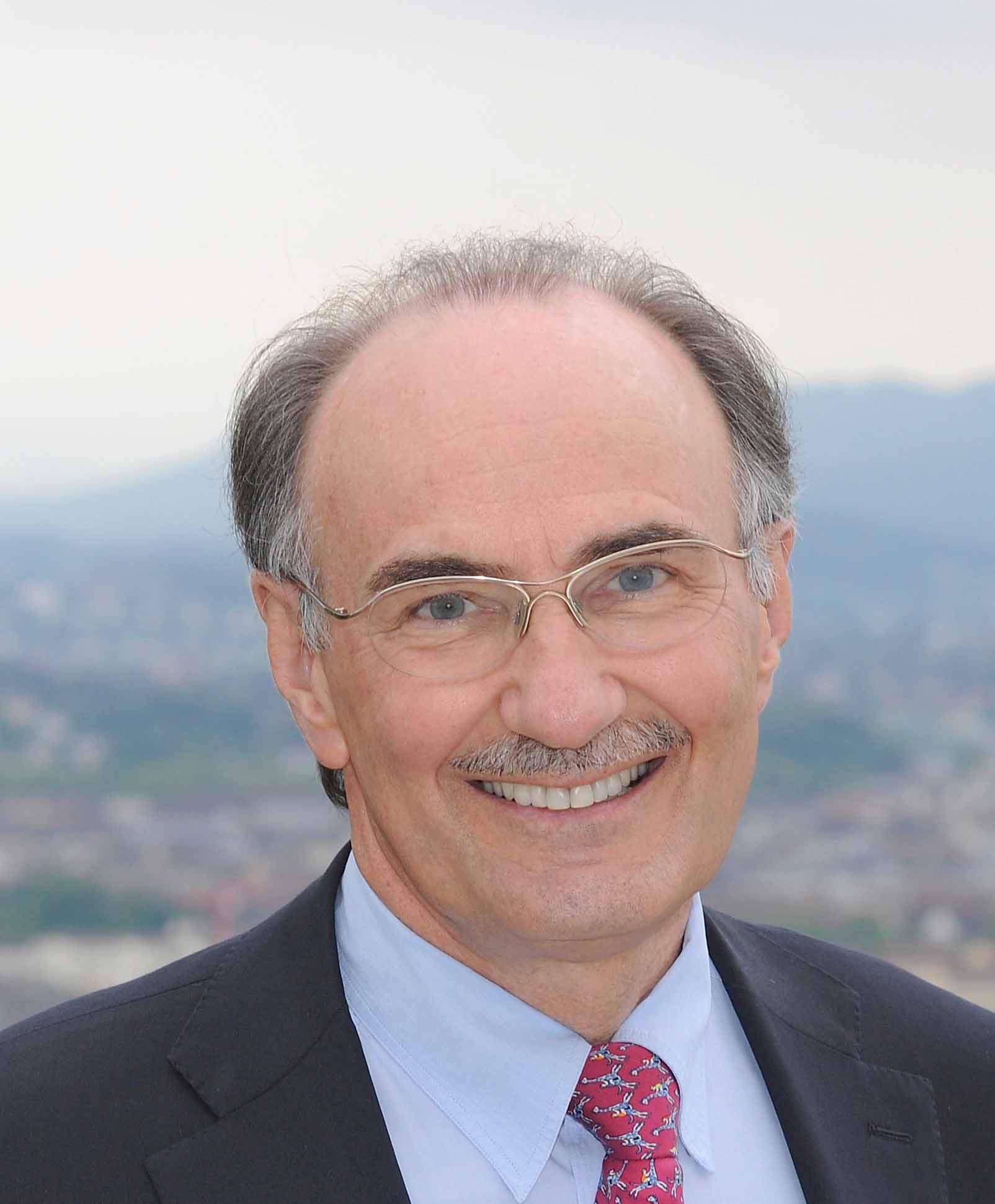
Felix Gutzwiller (2011)

Felix Gutzwiller (* 22. Februar 1948 in Basel) ist ein Schweizer Sozial- und Präventivmediziner und Politiker (FDP.Die Liberalen).

## Lebenslauf
Felix Gutzwiller ist der Sohn des Altphilologen Hans Gutzwiller, ehemaliger Basler Verfassungsrat und Rektor des Humanistischen Gymnasiums von 1946 bis 1973, und der Gymnasiallehrerin Annemarie Gutzwiller-Kätterer. Felix Gutzwiller schloss 1967 das Humanistische Gymnasium mit der Matur ab. Nach dem Staatsexamen an der Medizinischen Fakultät der Universität Basel verbrachte er vier Jahre in den USA. An der Harvard University in Boston erlangte er den Master of Public Health (MPH) und an der Johns Hopkins University in Baltimore den Doktortitel.
Von 1983 bis 1988 leitete Gutzwiller als Direktor das Institut für Sozial- und Präventivmedizin der Universität Lausanne. 1988 wurde er als Nachfolger von Meinrad Schär Professor und Direktor des Instituts für Sozial- und Präventivmedizin an der Universität Zürich. Am 31. Juli 2013 wurde er emeritiert, sein Nachfolger wurde Milo Puhan. Parallel dazu war Gutzwiller von 1985 bis 1996 Chef des Biologischen Dienstes der Schweizer Armee, von 1990 bis 2002 Lehrbeauftragter für Humanernährung an der ETH Zürich und von 1991 bis 2000 Forschungsrat in der Abteilung Biologie und Medizin des Schweizerischen Nationalfonds. Er ist Präsident des Swiss Institute of Bioinformatics und seit 2024 auch Präsident von prio.swiss.
Felix Gutzwiller ist verheiratet mit Sylvia Gutzwiller-Uebersax und heimatberechtigt in Basel und Therwil.

## Politik
Seine politische Karriere begann 1972 mit dem Beitritt zur FDP Basel-Stadt. Von 1985 bis 1987 war er Gemeinderat (Legislative) in Belmont-sur-Lausanne, Kanton Waadt. Nach seinem berufsbedingten Umzug nach Zürich trat er der FDP Zürich 2 bei, wo er seither Mitglied ist. Seit 1985 präsidiert er die Arbeitsgruppe Gesundheitspolitik der FDP Schweiz, in der er sich insbesondere auch in den Bereichen der Drogenpolitik und Gentechnologie engagiert. Von 1996 bis 2000 war er Vorsitzender der Arbeitsgruppe Drogenpolitik der Bundesparteien. Bei den Wahlen 1999 wurde Gutzwiller in den Nationalrat gewählt. 2002 wurde er Vizepräsident der FDP-Bundeshausfraktion, seither ist er Geschäftsleitungsmitglied der FDP Schweiz. 2005–2008 präsidierte er die freisinnig-liberale Fraktion in der Bundesversammlung. Im Dezember 2007 wurde er im ersten Wahlgang mit 182'533 Stimmen als Ständerat des Kantons Zürich gewählt und 2011 im zweiten Wahlgang mit 239'054 Stimmen, der höchsten Stimmenzahl, die ein Zürcher Ständerat je erzielt hat, bestätigt. Er war während seiner Zeit im Ständerat Mitglied der Kommission für Soziale Sicherheit und Gesundheit (SGK-SR), der aussenpolitischen Kommission (APK-SR) sowie zeitweilig Präsident der Kommission für Wissenschaft, Bildung und Kultur (WBK-SR) sowie Delegierter der Interparlamentarischen Union (IPU-V). Am 7. Dezember 2015 schied Gutzwiller aus dem Ständerat aus.